# Pohlia nevadensis
Pohlia nevadensis är en bladmossart som beskrevs av Brotherus 1903. Pohlia nevadensis ingår i släktet nickmossor, och familjen Bryaceae. Inga underarter finns listade i Catalogue of Life.